# PGC 39058
PGC 39058 es una galaxia enana situada a 14 millones de años luz en la constelación de Draco.